# Внутрипартийные выборы
Внутрипартийные выборы (также «пра́ймериз» англ. primaries, мн. — первичные ← англ. primary elections — предварительные выборы, предварительное голосование) — выборы единого кандидата от политической партии, в случае «общих праймериз» — единого кандидата от многих партий. Победитель внутрипартийных выборов затем соревнуется с кандидатами от других партий в ходе основных выборов.
Смысл внутрипартийных выборов состоит в том, чтобы кандидаты от одной партии не «отбирали» друг у друга голоса в основных выборах, так как их электорат обычно близок. Проигравшие иногда всё же участвуют в основных выборах, но как независимые кандидаты, без поддержки своей партии.
Внутрипартийные выборы бывают открытыми, когда голосовать может любой, и закрытыми, когда право голоса имеют только члены партии, проводящей предварительные выборы. Кроме того, существует множество промежуточных вариантов. Иногда те два кандидата, которые набрали на выборах наибольшее количество голосов, участвуют во втором туре.
Внутрипартийные выборы часто проводятся в США, реже — в других государствах.

## Россия
Первое предварительное голосование в истории России провели в мае 2000 года в Санкт-Петербурге местные отделения партий «Яблоко» и Союз правых сил, которые перед выборами губернатора этого города предложили гражданам проголосовать за кандидата от демократов, причем существовала договоренность, что занявший второе место по итогам голосования снимет свою кандидатуру в пользу победителя.
В 2007 году партия Единая Россия опробовала в регионах предварительное голосование. Однако его результаты мало учитывались при выдвижении кандидатов от партии. Например, съезд «Единой России» включил в региональный партийный список по Самарской области не победителей предварительного голосования, а лиц, которые даже не участвовали в предварительном голосовании.
В том же 2007 году внутрипартийные выборы для определения кандидата на должность губернатора Алтайском крае провела «Справедливая Россия». На них проголосовать могли все желающие, для чего были открыты специальные пункты. Однако в дальнейшем «Справедливая Россия» не стала проводить внутрипартийные выборы.
В 2011 году внутрипартийные выборы «Единая Россия» к думским выборам в Государственную Думу проводила совместно с Общероссийским народным фронтом (ОНФ), то есть коалицией общественных организаций, включающую в том числе и партию «Единая Россия». Это голосование называлось «Общенародный праймериз», но таковым по сути не было. Кандидатов на Общенародный праймериз отбирали специальные комитеты. Право голоса имели даже не все партийцы, а лишь около 200 тыс. специально отобранных выборщиков. По оценке исследователя А. Ю. Янклович, «Общенародный праймериз» был прежде всего внутрипартийным мероприятием, которое не оказало существенного влияния на избирательную кампанию в Государственную думу 2011 года. Кроме того, результаты голосования на «Общенародном праймериз» были в большинстве случаев проигнорированы. Из 80 списков региональных групп кандидатов в депутаты Государственной думы, которых выдвинул съезд «Единой России» только восемь списков совпали со списками победителей «Общенародного праймериз». Всё же мероприятие сыграло роль в отсеве кандидатов: имели место случаи, когда действующие депутаты Государственной думы, увидев, что не пользуются поддержкой выборщиков, снимали свои кандидатуры. Например, в Алтайском крае в 2011 году с голосования снялись два действующих депутата Государственной думы после того, как один из них получил низкий результат на первых 4 площадках для голосования, а второй проиграл по итогам 11 площадок.
В дальнейшем «Единая Россия» стала иногда применять «открытую» модель предварительного голосования, позволяющую голосовать всем желающим избирателям. В 2014 году на предварительном голосовании «Единой России» перед выборами в Московскую городскую думу проголосовать мог практически любой гражданин, а не только зарегистрированные выборщики.
В 2016 году предварительное голосование по отбору кандидатов, проводили четыре партии: «Единая Россия», «ПАРНАС (Волна перемен)», Партия Роста (Трибуна Роста) и «Альянс зелёных». Наиболее массовым было состоявшееся 22 мая 2016 года предварительное голосование «Единой России», на которых проголосовать мог каждый гражданин, обладающий активным избирательным правом. Однако вскоре оказалось, что предварительное голосование не носило обязательного характера для руководства «Единой России»: ряд победителей предварительного голосования был снят руководством с голосования без особых объяснений причин, а по 18 одномандатным округам (там также прошли предварительные голосования 22 мая 2016 года) партия не стала выдвигать никаких кандидатов. Ярким примером стал Нижнетагильский одномандатный округ, где кандидатом от «Единой России» был утверждён претендент, занявший четвёртое место на голосовании 22 мая 2016 года. Наконец, ряд кандидатов был включён в партийный список по предложению Д. А. Медведева из числа лиц, которые даже не участвовали в предварительном голосовании.
По состоянию на 2020 год «Единая Россия» регулярно использует открытую модель предварительного голосования в регионах. В условиях самоизоляции в 2020 году предварительное голосование «Единой России» в некоторых регионах состоится полностью в дистанционном режиме, с использованием технологии блокчейн. Однако, ряд наблюдателей сообщает о подмене понятий в ходе проведения процесса и безальтернативности голосования, в связи с тем, что партия не выдвигает на каждом округе более одного «реального» кандидата.
Практика выдвижения кандидатов решением партийного руководства из числа лиц, проигравших предварительное голосование, характерна не только для «Единой России». В 2018 году партия «Яблоко» провела предварительное голосование для выдвижения кандидата в мэры Москвы. Победу на них одержал Яков Якубович, снявший свою кандидатуру в пользу занявшего второе место Сергея Митрохина. Однако федеральное руководство «Яблока» выдвинуло кандидатом в мэры Москвы человека, занявшего на предварительном голосовании четвёртое место. Митрохин с этим решением не согласился, был выдвинут московским отделением «Яблока», однако не сумел набрать необходимое число подписей муниципальных депутатов. В итоге на выборах мэра Москвы «Яблоко» не выдвинуло своего кандидата. Федеральное бюро партии «Яблоко» приостановило полномочия Митрохина на посту руководителя московского отделения партии.
С 2016 года Справедливая Россия перед местными и региональными выборами проводит «Справедливый призыв» (по аналогии Ленинский призыв), направленный на привлечение к выдвижению новых кандидатов в депутаты.

### Предварительное голосование на выборах президента России 2018
В 2017 году на выборах президента России (2018) по инициативе «Левого фронта» совместно с КПРФ провели народные выборы (предварительное голосование) кандидата в президенты от левых сил. По результатам народного интернет голосования во втором туре голосования победу одержал Павел Грудинин. Среди других 79 участников народного интернет-голосования Юрий Болдырев занял во втором туре второе место. Голосование в первом туре проходило со 2 ноября по 23 ноября, второй тур — с 24 ноября по 30 ноября. Подведение итогов состоялось 1 декабря 2017 года.
Также по инициативе политтехнолога Андрея Богданова десять непарламентских партий провели предварительное голосование под названием «Форум третья сила», в состав которого вошли: Демократическая партия России (Андрей Богданов), Партия ветеранов России (Ильдар Резяпов), Народная партия России (Ирина Волынец), СДПР (Сираждин Рамазанов), партия «ЧЕСТНО» (Алексей Золотухин), Союз горожан (Вячеслав Смирнов), Монархическая партия России (Антон Баков), Партия социальных реформ (Станислав Полищук), Интернациональная партия (Андрей Гетманов), Народный альянс (Ольга Анищенко). Первое место в них занял председатель Партии ветеранов России Ильдар Резяпов, который отказался от участия, поддержав действующего президента Владимира Путина. Блок выдвинул Ирину Волынец, которая в дальнейшем сняла свою кандидатуру.

## США
В США первые внутрипартийные выборы были проведены в 1842 году. Первым штатом, принявшим закон о предварительном голосовании, стала Флорида в 1901 году. Ранее кандидаты отбирались на совещаниях и съездах партий. Часто в результате кулуарных переговоров. Однако после Первой мировой войны практика проведения предварительных голосований сократилась — по оценке А. Варе к 1936 году предварительные голосования проводились только в девяти штатах. Впоследствии предварительные голосования стали проводить в большинстве штатов.
При подсчёте голосов используются разнообразные системы голосования и многоступенчатые схемы. В 11 штатах США проводятся не предварительное голосование, а партийные конференции или партийные референдумы — кокусы.

## Другие страны
Предварительное голосование проводятся в некоторых странах Латинской Америки и Европы. В Аргентине и Уругвае предварительные голосования обязательны для всех политических партий. При этом в Аргентине избиратели обязаны участвовать в предварительном голосовании, в противном случае они подвергаются (по состоянию на 2016 год) штрафу. Предварительное голосование с участием беспартийных в 2010-е годы также проводили некоторые политические партии Великобритании, Канады и Франции.
В непризнанных ДНР и ЛНР 2 октября 2016 года также прошло предварительное голосование, хотя формально в обеих республиках нет зарегистрированных политических партий (кроме Компартии ДНР, но её до выборов не допускают). Зато имеются общественные организации «Донецкая республика» и «Свободный Донбасс», членами которых являются все депутаты парламента ДНР. В ЛНР также две общественные организации, в которые входят все члены парламента, — «Мир Луганщине» и «Луганский экономический союз». Представитель ДНР Эдуард Попов отметил, что все эти организации являются политическими партиями.
9 сентября 2016 года официально началось выдвижение кандидатов на участие в предварительном голосовании в Донецкой Народной Республике по выборам депутатов парламента республики. 17 сентября 2016 года регистрация участников предварительного голосования была завершена. Всего были зарегистрированы 1095 участников, а 97 заявителям было отказано. Одной из причин отказа в регистрации было непредоставление заявителем сведений об отсутствии судимости. В голосовании 2 октября 2016 года, по официальным данным, приняли участие около 370 тыс. человек.
В ЛНР регистрация участников предварительного голосования завершилась 18 сентября 2016 года, но кандидатов оказалось намного меньше, чем в ДНР — только 243 заявителя, 234 из которых были зарегистрированы. Число жителей, проголосовавших в ЛНР, также оказалось меньшим, чем в ДНР — чуть более 61 тыс. человек. На самом предварительном голосовании шёл отбор претендентов не в депутаты республиканского парламента, а в органы местного самоуправления Луганска, Александровска и посёлка Юбилейный. На прошедшем предварительном голосовании в ДНР и ЛНР победили кандидаты от «Донецкой республики» и «Мира Луганщине», соответственно.